# Omer Braeckeveldt
Omer Braeckevelt (* Tielt, 10 de octubre de 1917 – † Brujas, 6 de agosto de 1987). Fue un ciclista  belga, profesional entre 1948 y 1955, cuyo mayor éxito deportivo lo obtuvo en la Vuelta a España, cuando en la edición de 1950 logró 1 victoria de etapa y liderar la clasificación general durante las cuatro primeras etapas de la prueba.

## Palmarés
1950
- 1 etapa de la Vuelta a España

1953
- Stadsprijs Geraardsbergen